# تحفة الأعداد لذوي الرشد والسداد
تحفة الأعداد لذوي الرشد والسداد هو كتاب لابن حمزة المغربي، عالم رياضي اشتهر في (القرن العاشر الهجري - السادس عشر الميلادي). وقد تناول فيه البحث عن المسائل الحسابية التي يستعملها الناس في حياتهم اليومية، حيث تعرّض للمسائل التي تدور حول المساحات والحجوم، وكتب كتابه هذا باللغة التركية، وألفه بمكّة المكرمة، يتكون الكتاب من مقدمة، وأربعة فصول وخاتمة.
```
إشتغل 
ابن حمزة المغربي
، شأنه شأن أغلب العلماء المسلمين في عصره، بأكثر العلوم المعروفة آنذاك. ولم يُعْرَف بعد معظم إنتاجه العلمي، إما لضياعه أو لوجوده مغموراً في مكتبات العالم. ولا يعرف من إنتاجه الكبير سوى كتاب «تحفة الأعداد لذوي الرشد والسداد».
[
1
]
```

## الأجزاء
تحوي المقدمة على تعريف الحساب، وأصول الترقيم والتعداد، واستعمال أرقامٍ مخالفة للأشكال التي كانت منتشرة في عصره، وهي الأرقام العربية، المستخدمة حالياً في المغرب العربي وفي الدول الغربية.
المقالة الأولى تحتوي العمليات على الأعداد الصحيحة «الطبيعية»، من جمع وطرح وضرب وقسمة. وتبحث المقالة الثانية في الكسور والجذور، وفي مخارج الكسور، وفي جمعها وطرحها وضربها وقسمتها، واستخراج الجذر التربيعي للأعداد الصحيحة، وكيفية إجراء العمليات الأربع على الأعداد الصم، واستخراج جذور الأعداد من القوة الثالثة والرابعة.
وتناولت المقالة الثالثة البحث في الطرق المختلفة لاستخراج قيمة المجهول، وذلك باستعمال التناسب، وطريقة الخطأين، وطريقة الجبر والمقابلة.
وتبحث المقالة الرابعة، وهي الأخيرة، في مساحات الأشكال والأجسام، كالأشكال الرباعية والمنحنية وبعض أنواع الجسوم.
أتى المؤلف في الخاتمة على عدد كبير من المسائل التي يمكن حلها بطرق مختلفة، ولم يكتف بذلك، بل أتى على ذكر بعض المسائل الغريبة والطريفة، وقد حلها بطرق لم يُسبق إليها، منها ما سماه بالمسألة المكية

## المسألة المكية

الجدول الذي صاغه ابن حمزة المغربي في حل المسألة المكية.

ومن المسائل الطريفة التي وردت في كتاب تحفة الأعداد لذوي الرشد والسداد، التي تمت صياغتها كمسألة تعنى بمجال القسمة والإرث في حياة الإنسان الاجتماعية، وذلك كالتالي:
كان هناك رجل من الهند يملك 81 نخلة، النخلة الأولى تعطي في السنة رطلا واحدا من التمر، والنخلة الثانية تعطي رطلين والثالثة تعطي 3 أرطال والرابعة 4 أرطال... وهكذا إلى النخلة الإحدى والثمانون التي تعطي 81 رطلا، وقد مات هذا الرجل وعنده 9 أولاد، وأوصى أن يعطى كل ولد 9 نخيل، ولكن بشرط أن يكون جميع الأولاد متساوون في عدد الأرطال التي يحصلون عليها من هذه النخيل، فتحير الأولاد كيف سيوزعون النخيل على بعضهم البعض، وطرحوا المسألة على علماء الرياضيات في الهند فعجزوا عن حلها، وفي أحد الأيام ذهب الولد الأكبر لمكة للحج ولطرح المسألة على العلماء العرب فذهب لعالم الرياضيات ابن حمزة وقد كان من أشهر علماء الرياضيات لحلها، وفعلا فقد حلها.
المطلوب تقسيم النخلات بحيث يكون لكل ولد 9 نخلات تعطي نصيبا من التمر يساوي نصيب كل واحد من بقية الاخوة.
- الحل كالتالي:

لحل المسألة وضع ابن حمزة المغربي جدولا:
حيث قسم النخيل بالتتابع إلى تسع مجموعات كل مجموعة تحوي 9 نخلات بحيث تحوي المجموعة الأولى النخيل من نخلة 1 إلى نخلة 9 والمجموعة الثانية تحوي من نخلة 10 إلى 18 وهكذا مع الحفاظ على ترتيب النخلات في كل مجموعة من الاصغر إلى الأكبر وفي كل مجموعة نعطي النخيل ارقاما من 0 إلى 8 من الاصغر إلى الأكبر (أو حتى من الأكبر للاصغر)
وأعطي لكل واحد من الاخوة نخلة من كل مجموعة بحيث لا يأخذ أي واحد منهم نخلتان (أو أكثر طبعا) لهما نفس الترتيب في مجموعتيهما.
يعني إذا أخذ أخ من الاخوة النخلة رقم 2 في مجموعة معينة فلا يحق له ان يأخذ النخلة رقم 2 من أي مجموعة أخرى. وهكذا يحصل كل أخ على نفس الناتج من التمر

### تفسير الحل
إذا قسمنا النخيل كما ذكر فان كل مجموعة سيكون ناتج كل نخلة بها يساوي: ناتج أول نخلة بالمجموعة+الترتيب 
فاذا أخذ كل واحد من الاخوة نخلة من كل مجموعه فانه سيحصل على الاقل على ناتج أول نخلة من كل مجموعة فيبقى لدينا الباقي من ناتج كل نخلة الذي يساوي ترتيبها في المجموعة فما يكون علينا الا توزيع التراتيب بحيث يحصل كل اخ على 9 نخلات ذات تراتيب مختلفة من 0 إلى 8 كل منها مأخوذة من مجموعة مختلفة فيوزع الناتج بالتساوي.